# 贝恩德·库尔曼
贝恩德·库尔曼（德語：Bernd Cullmann，1939年10月11日—），德国男子田径运动员，主攻短跑。他曾代表德国联队参加1960年夏季奥林匹克运动会田径比赛，获得男子4×100米接力金牌。